# Meetspijker

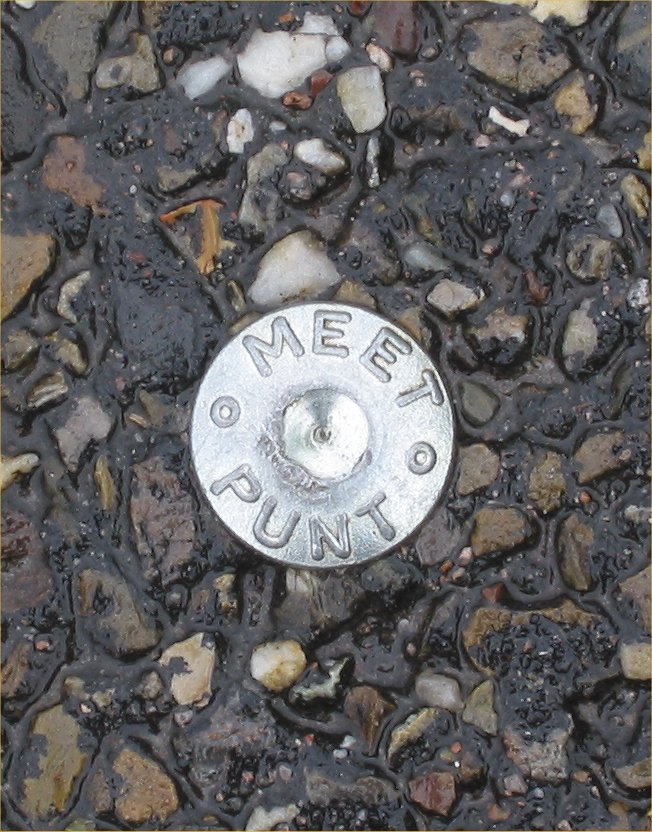
meetspijker in het asfalt

Een meetspijker of meetnagel wordt gebruikt door landmeters om een punt te markeren als referentiepunt voor tijdelijk of eigen gebruik. 
Een meetspijker is gemaakt van roestvast staal, brons of messing en kan tussen straatstenen of in asfalt geslagen worden.
Na het plaatsen wordt het punt ingemeten om de coördinaten te bepalen in een geodetisch coördinatensysteem, bijvoorbeeld het Nederlandse Rijksdriehoeksstelsel en eventueel de NAP-hoogte.
Meetspijkers worden ook gebruikt voor het markeren van paspunten voor luchtfoto's. Voor een duidelijke herkenbaarheid op luchtfoto's wordt dan om de meetspijker een ronde of ook wel een vierkante markering aangebracht, gewoonlijk met witte verf met een zwarte rand die vliegschijf genoemd wordt. Vaak worden voor controle twee vliegschijven op enkele meters van elkaar geplaatst.
De spijker kan al dan niet voorzien zijn van een tekst. Er zijn verschillende maten:
- lengte 45 mm, kop 15 mm, gekartelde schaft, geen opschrift
- lengte 50 mm, kop 25 mm, geen opschrift
- lengte 50 mm, kop 25 mm, opschrift 'meetpunt'
- lengte 50 mm, kop 25 mm, opschrift 'Messpunkt'
- lengte 50 mm, kogelkop 16 mm, geen opschrift
- lengte 75 mm, kop 25 mm, opschrift 'meetpunt'
- lengte 100 mm, kop 25 mm, opschrift 'meetpunt'